# Aimée Stitelmann
Aimée Stitelmann (Parijs, 1 januari 1925 - Genève, 20 december 2004) was een Zwitserse joodse vluchtelingenhelpster, pedagoge en onderwijzeres.

## Biografie
Aimée Stitelmann was een dochter van Robert Stitelmann, een handelaar van Poolse origine, en Jeannette Stahl. Ze huwde tweemaal, een eerste maal met Claude Dovaz en een tweede maal met Henri Stauffer.
Kort voor de uitbraak van de Tweede Wereldoorlog vestigde Stitelmann zich met haar familie in Genève. In juli 1945 werd ze door de Zwitserse militaire strafrechter veroordeeld tot een gevangenisstraf van 15 dagen omdat ze joodse kinderen had geholpen om de Zwitsere grens over te steken.
Ze was tevens lid van de Zwitserse Partij van de Arbeid. Nadat ze in 1953 haar studies pedagogie aan de Universiteit van Genève had afgerond, vestigde ze zich in Israël, waar ze lid werd van de communistische partij. Na haar terugkeer naar Genève in 1957 werd ze vanaf 1960 lerares.
Nadat in 2003 de federale wet inzake de nietigverklaring van strafrechtelijke uitspraken tegen personen die tijdens het nazi-tijdperk slachtoffers van vervolging hielpen vluchten werd ingevoerd, vernietigde een commissie van de Bondsvergadering in maart 2004 haar veroordeling uit 1945.

## Trivia
- De École de commerce Aimée-Stitelmann in Genève is naar haar vernoemd.